# Kálvinizmus

A „Református keresztyénség”, „Református hit” és „Kegyelem tana” ide vezetnek. A református egyházakról lásd: Református egyházak.

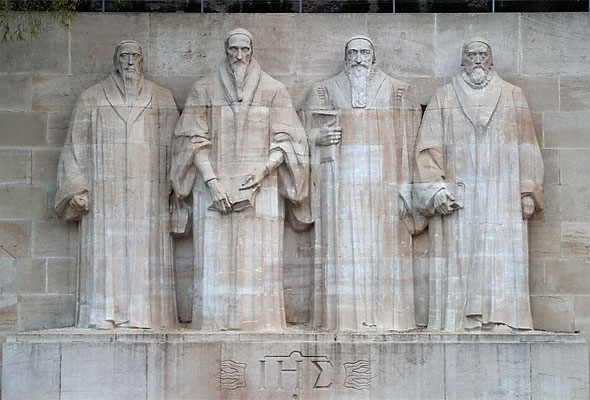
Reformáció fala Genfben; balról jobbra: Guillaume Farel, Kálvin János, Béza Tódor és John Knox

A kálvinizmus (más néven református hit vagy kegyelem tana) a reformációt elindító lutheri protestáns irányzatból kiinduló genfi ébredés fővonalának teológiai rendszere, amely Kálvin János és más reformátorok keresztény tanításai mentén állt összefüggő hitrendszerré, amelyben harmonizációként a Biblia kizárólagosságát (Sola Scriptura), illetve önmagát magyarázó elvét vették alapul.
A kálvinisták a reformációnak az a csoportja, amely elszakadt a római katolikus egyháztól, de többek között az úrvacsorát és a helyes istentiszteletet illető nézetkülönbségük volt a lutheránusokkal is. A kálvinizmus fogalma félrevezető lehet, mert mindig is egy tágabb teológiai rendszert jelölt, inkább széleskörű behatással alakult ki, mint egy alapítótól.
A mozgalmat először az azt ellenző lutheránusok nevezték kálvinizmusnak, magukat inkább reformátusoknak, tanításaikat pedig a kegyelem tanainak hívják.
A nagy hatással bíró korai református teológusok közé tartozik Ulrich Zwingli, Kálvin János, Martin Bucer, Guillaume Farel, Heinrich Bullinger, Péter Mártír Vermigli, Béza Tódor és John Knox.
A legtöbb egyházat magába foglaló református szövetség a Református Egyházak Világszövetsége, amely több mint 80 millió tagot számlál. Léteznek konzervatív református szövetségek is, mint pl. a Világ Református Közössége (World Reformed Fellowship) és vannak a szövetségektől független református egyházak is.
A kálvinizmust nagyjából a kontinentális európai református, presbiteriánus, és kongregacionalista hagyományok képviselik.

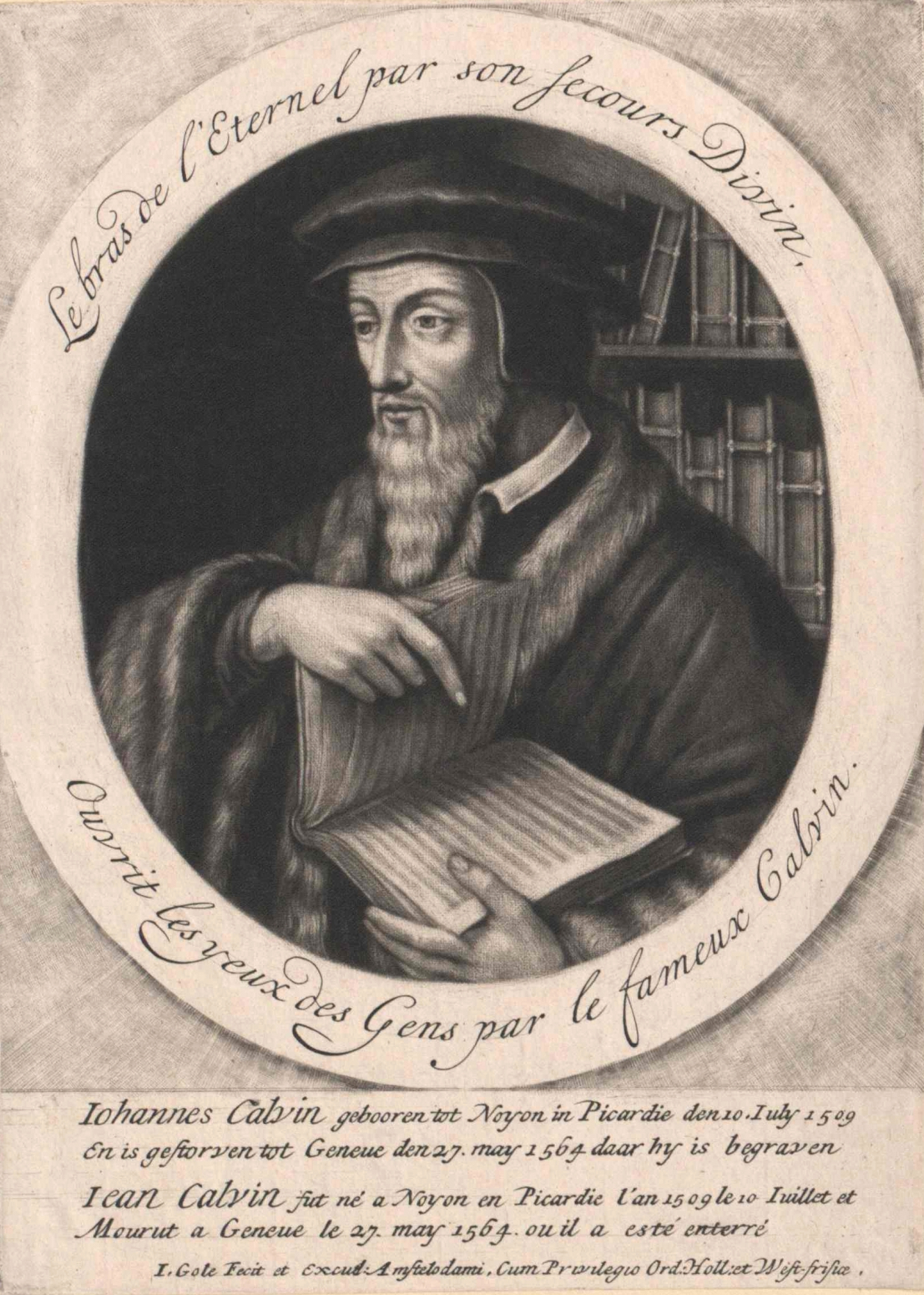
Kálvin János

## A szó eredete
A kálvinizmus Kálvin János után kapta az elnevezést. Először 1552-ben egy lutheránus teológus használta. A Római Katolikus Egyház gyakorlata volt, hogy az eretnekségnek vélt tanításokat az alapítójukról nevezzenek el, de ez a megbélyegzés lutheránus körből indult. Kálvin maga tiltakozott a megnevezés ellen: Nem tudnának nagyobb sértéssel illetni, mint ezzel a szóval, kálvinizmus. Nem nehéz kitalálni honnan való ez az ellenem viselt gyűlölet.
A negatív konnotációja ellenére, a megkülönböztető név egyre inkább népszerű lett a lutheránusoktól, illetve a későbbi protestáns ágaktól való megkülönböztetésében. Azoknak az egyházaknak a többsége, amelyek a történelmüket Kálvinhoz visszavezetik (beleértve a presbiteriánusokat, kongregacionalistákat stb.) nem használják teológiájuk jelölésére, mivel a „református” általánosabban elfogadott. Ezek az egyházak állítják, hogy Kálvin János szavai szerint „megújultak az evangélium igaz rendje szerint.”
Az arminiánus vita következtében élénkült meg a kifejezés használata, ahol a kálvinisták a hagyományos református nézeteket fenntartották. Habár a református hagyomány foglalkozik mindazokkal a keresztyén teológiai témákkal, amikkel a „kálvinizmus”, mégis ezt a szót néha a „kegyelemtan” (doctrina de gratia) szinonimájaként, bizonyos jellegzetesen kálvinista nézetek jelölésére használják a szoterológiában vagy predesztináció értelmezésében, amiket részben összefoglal a Dorti zsinaton az arminiánus tanításokra válaszul született 5 pont, amelyek a kálvinizmus öt pontjaként váltak közismertekké. A kálvinizmus még egy fő jellemzőjének tartják, hogy tanrendszerének egésze különösen hangsúlyozza Isten szuverenitását és uralmát mindenekben, beleértve a megváltást is.

## Létrejötte és története
A kálvinizmus teológiai gyökerei a 16. századi nyugat-európai reformációig nyúlnak vissza. Az azt elindító lutheri irányzatból indult ki, majd több újító reformátor hatása alatt formálódott (például Ulrich Zwingli), akik között Jean Calvin (magyarosan Kálvin János, 1509-1564), a jogász végzettségű francia reformátor végül kiemelkedővé vált. 1536-ban kiadta A keresztény vallás tanítása című művét. Ebben világos rendszerbe foglalta a reformáció tanait, amelyek a református vallás hitnézeteivé váltak. Kálvin híressé válása után kapcsolták nevét a református egyházakhoz (kálvinista egyházak), a református mozgalmat pedig kálvinizmusnak nevezték el. A kálvinista tanrendszer lényegét addig különböző teológusok hangoztatták, s az 1618-19-es dorti zsinaton foglalták össze „a kálvinizmus öt pontjaként”, Kálvin nézeteinek védelmében.
Kálvin követőinek vallási fegyelme, a világosan megfogalmazott hitvallás, valamint a prédikátorok szorgalmas tevékenysége elősegítette a kálvinizmus gyors terjedését. Svájcban, Németalföldön, Skóciában és (az akkori) Magyarországon terjedt el a református vallás maradandóan, de nagy hatást gyakorolt Franciaországra (hugenották) és az angol reformációra is. 
Észak-Amerikába a 17-18. század folyamán betelepülő hugenották, hollandok, skótok és az angol puritánok vitték a kálvinista hitet, amely mélyen gyökeret vert az amerikai protestantizmusban, jóllehet később az új keletű protestáns egyházak (baptista, metodista, pünkösdista stb.) kerültek túlsúlyba. 
Latin-Amerikában a protestantizmus nem tudott jelentős hatást gyakorolni a bennszülött lakosságra. Bár létrejött néhány református egyház, de főleg az új vallási mozgalmak jellemzőek a latin-amerikai protestantizmusra.
Afrikában a 17. században a holland telepesek és francia hugenották alapítottak református egyházakat. Ezek a Dél-afrikai Köztársaságban máig a legbefolyásosabb egyházak közé tartoznak.
A református egyház nemzetközi téren gyengén szervezett, az igazi ereje a nemzeteken belüli egyházi közösségekben mutatkozik meg. 1877-ben jött létre Edinburghben a Református Világszövetség, a gyakran országonként eltérő szervezeti, tanításbeli és istentiszteleti különbségeket mutató református egyházak közös szervezete. Központjának székhelye 1948 óta Genfben van. A világszövetség 1970-ben egyesült a Kongregacionalista Világtanáccsal. A 20. század végén 159 tagegyházat foglalt magába.  A 2010-es években a Református Egyházak Világszövetsége 218 tagegyházat foglal magába a világ 107 országában.

## Teológia

### Bibliához való viszonyulása

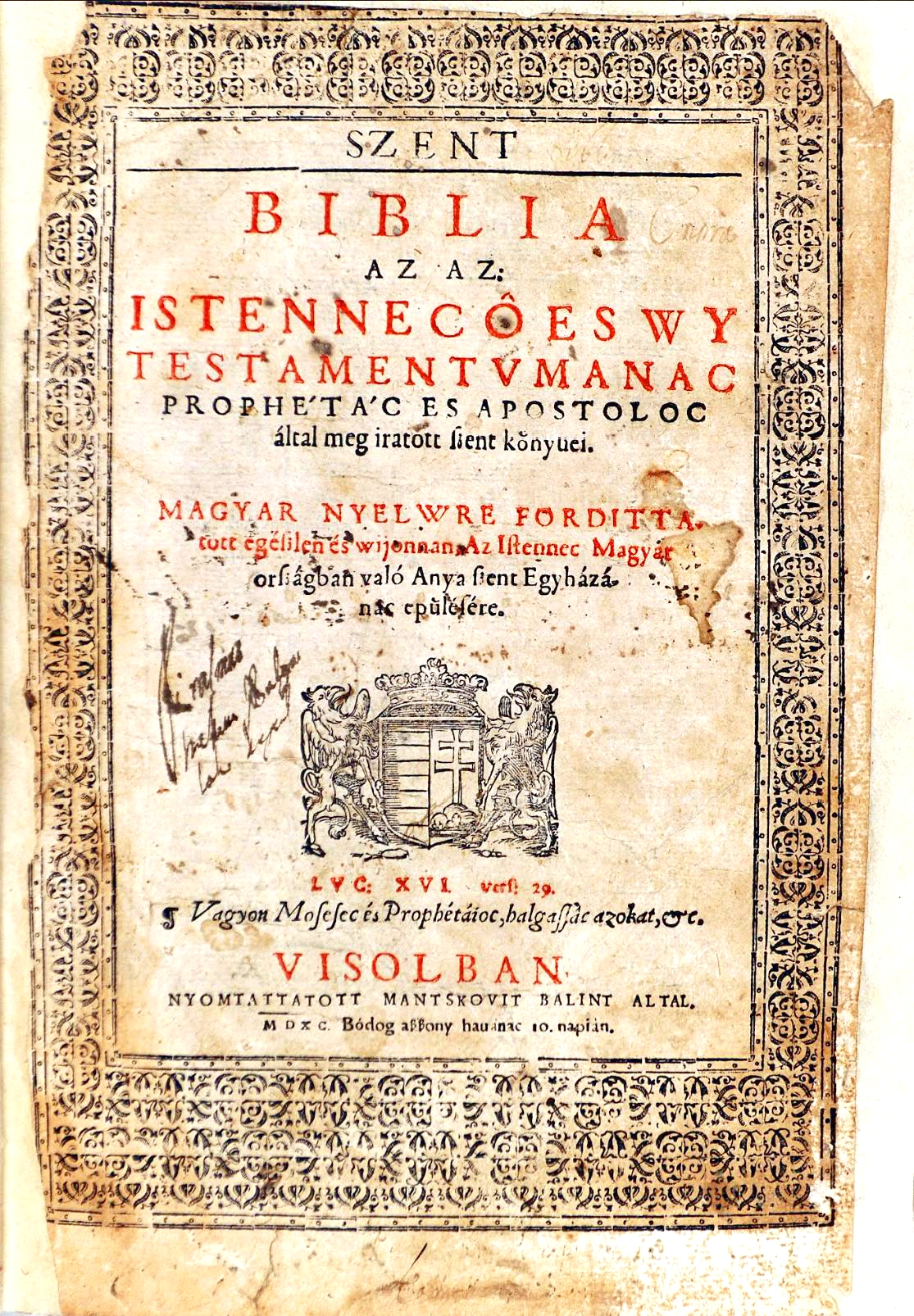
„A' prófétáknak és apostoloknak írások tökéletes, teljes, fogyatkozás nélkül való, tiszta, igaz.” Károlyi Gáspár, A vizsolyi Biblia előszava

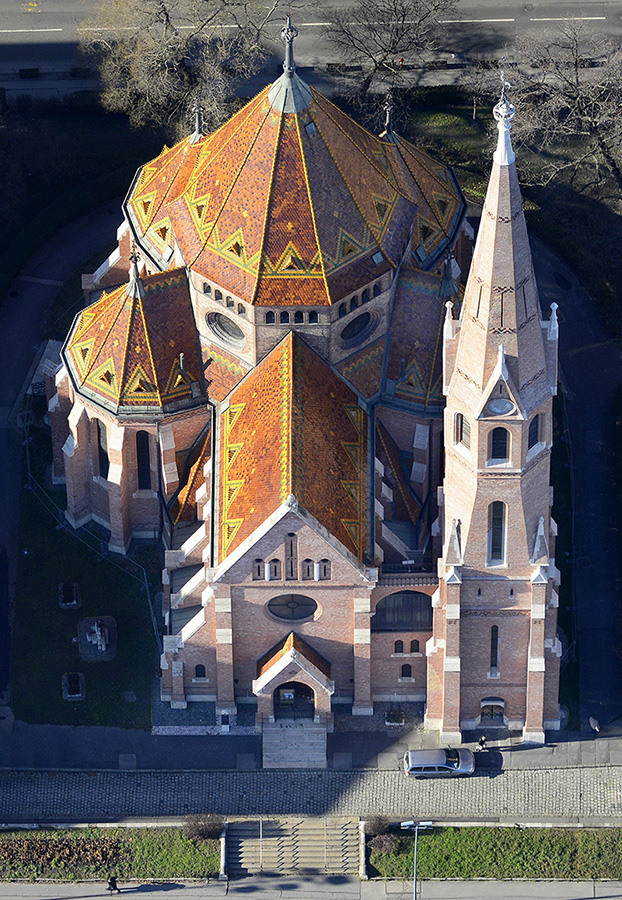
Szilágyi Dezső téri református templom (Budapest) légi felvételen

A református teológusok szerint Isten a saját magáról szóló ismeretet Igéjén keresztül közli az emberekkel. Az emberek csak akkor tudhatnak bizonyosat Istenről, ha kijelenti Önmagát. Indokolatlannak tartják az olyan elméleteket, amelyek Isten kijelentéseit az Igéjén kívül keresik. Az emberek tudása Istenről eltér minden másról való tudásuktól, mert Isten végtelen, és a véges ember nem képes megérteni a végtelent. Bár a tudás, amit Isten magáról az embereknek kijelent sohasem helytelen, de nem nyújt minden tekintetben kimerítő megismerést.
A református teológusok szerint Isten kijelentése mindig a Fián, Jézus Krisztuson keresztül történik, mert Ő az egyetlen közvetítő Isten és ember között. Isten kijelentése Krisztuson keresztül kétféleképpen történik. Az első a teremtés és a gondviselés, mely Isten teremtő és folyamatos munkája a világban. Istennek ez a cselekedete mindenkinek tudást biztosít Istenről, de ez a tudás csak arra elegendő, hogy az ember vétkesnek érezze magát a bűnei miatt; nem tartalmaz tudást az evangéliumról. A második, amin keresztül Isten kijelenti magát, az ítélettől való megváltás evangéliuma, ami a Krisztusban hívőket bűneik méltó büntetésétől szabadítja meg.
A református teológiában Isten Igéje többféle formát is ölt. Jézus Krisztus maga a Megtestesült Ige. Az Ószövetség, amelyben róla szóló próféciák vannak, és az apostolok tanításai, akik látták őt és továbbadták az ő üzenetét, az Újszövetség szintén Isten Igéi. Továbbá a lelkészek igehirdetése is maga az Isten igéje a hallgatóság számára, mert úgy tekintik, hogy Isten szólítja őket rajtuk keresztül. Isten beszél emberi írókon keresztül a Bibliában, mely olyan szövegekből áll, melyeket Isten rendelt arra, hogy általuk önmagát kijelentse.  A református teológusok hangsúlyozzák, hogy a Biblia páratlanul fontos módja annak, ahogy Isten az emberekkel kommunikál. Az emberek olyan tudást szereznek a Bibliából, ami semmilyen más módon nem kapható meg.
A modern naturalista világszemlélet beköszöntével a református teológusok habár látszólag egyetértenek, hogy a Biblia igaz, de jelentős nézetkülönbségeik támadtak az igaz voltának a jelentéséről és annak mértékéről. A liberális oldalról ebbéli nézeteikért fundamentalistáknak is csúfolt konzervatív kálvinisták a református hitvallásaiknak megfelelően állítják, hogy a Biblia teljességében igaz és nincs benne hiba vagy hazugság. Ez a nézet nagyon hasonlít a katolikus ortodoxiáéhoz, illetve az evangelikalizmuséhoz. A másik fővonal, amely Karl Barth tanítása, illetve a neo-ortodoxia hatására alakult ki, és a Magyar Református Egyházban többek között a Török István féle Dogmatikából lett erőteljesen tanítva, annyira, hogy a barthiánus vonal rövidesen az uralkodóvá vált. Azok, akik ezt a nézetet követik, úgy gondolják, hogy habár a Biblia az Istenről való tudásunk elsődleges forrása, mégis annak részei lehetnek hamisak is. E nézet szerint Krisztus Isten kijelentése, és az Írások csak a tanúi a kijelentésnek, de önmagában a Biblia nem tekinthető a kijelentésnek, ezért nem is normatív az egyház számára. Dawn DeVries, a jellemzően liberális teológiájú Union Presbyterian Seminary professzora azt írja, hogy Barth tanai az Írásról nem képesek megoldani a kortárs egyházakban jelentkező konfliktusokat, és javasolja, hogy egyáltalán ne is gondoljunk az Írásra, mint Isten Igéjére, hanem csak, mint emberi tudósításokra a kijelentett Jézus Krisztusról.

### Szövetség
A református teológusok használatában ezzel a fogalommal írják le azt, ahogyan közösségre lép Isten az emberekkel a történelem során. A szövetség gondolata olyannyira kiemelkedő a református teológiában, hogy magát a református teológia egészét is néha a szövetség teológiájának nevezik. A 16. és 17. század református teológusai egy olyan különleges teológiai rendszert dolgoztak ki, amit szövetségi teológiának neveznek, és amelyet sok konzervatív református egyház ma is fenntart.  Ez a rendszer Isten életét az emberekkel elsődlegesen két szövetségben láttatja: a cselekedetek szövetségében és a kegyelem szövetségében.  A cselekedetek szövetsége Ádámmal és Évával köttetett az Éden Kertjében. A szövetség szerint Isten áldott életet biztosít a kertben azzal a feltétellel, hogy Ádám és Éva megtartja a törvényét. Mivel Ádám és Éva megszegték a szövetséget azáltal, hogy ettek a tiltott gyümölcsből, meg kellett halniuk és kiűzettek a kertből. Ez a bűn továbböröklődött az emberiségben, mert minden ember Ádámban van, aki a szövetség feje. A szövetségi teológusok arra következtetnek, hogy Ádám és Éva halhatatlanok maradtak volna, ha tökéletesen engedelmeskednek. 
Egy második szövetség, az úgynevezett kegyelem szövetsége, azonnal Ádám és Éva bűne után köttetett. Ebben Isten kegyesen megváltást ajánl a haláltól, az Istenbe vetett hitért cserébe. Ez a szövetség különböző módokon van végrehajtva az Ó- és az Új Szövetségben, de tartalmazza a szabadságot a tökéletes engedelmesség elvárásától.
A Karl Barth hatására sok kortárs református teológus elvetette a cselekedetek szövetségét, más szövetség teológiai elméletekkel együtt. Barth látva, hogy a cselekedetek szövetsége nem kapcsolódik Krisztushoz és az evangéliumhoz, elutasította, hogy Isten így is munkálkodhatott az emberekkel. Ehelyett, Barth úgy érvelt, hogy Isten mindig a kegyelem szövetsége alatt lépett kapcsolatba az emberrel, és a kegyelem szövetsége szabad mindenféle feltételtől. Barth teológiáját és, azokat amelyek őt követik egyszövetséginek nevezik szemben a klasszikus kétszövetségi rendszerrel.  Konzervatív kortárs református teológusok, mint John Murray, szintén elutasították az elméletet, hogy a szövetségek törvényen alapulnának kegyelem helyett. Michael Horton teológus azonban megvédte a cselekedetek szövetségét, mint ami kombinálja a törvény és a szeretet alapelveit.

## Alapvető hittételei
1. Eleve elrendelés elve: a kálvinista egyház egyik leggyakrabban félreértett tanítása a predesztináció (ők s-sel ejtik) vagy eleve elrendeltetés. Sokan azt hiszik, ez annyit jelent, hogy a mindentudó Isten terveiben minden ember egyéni sorsa, vagyis üdvössége vagy elveszett volta eleve el van döntve, el van rendelve, „meg van írva” megmásíthatatlanul. Valójában nem erről szól, hanem a Szentírás következő mondatára épül: „Mert úgy szerette Isten a világot, hogy egyszülött Fiát adta, hogy aki hisz őbenne, el ne vesszen, hanem örök élete legyen”. Magyarán az van eleve elrendelve, hogy aki hisz Istenben, Jézus Krisztusban, az üdvözül. Az üdvösség ugyan nem függ a jó cselekedetektől, viszont őszintén hinni csak a keresztyén értékek elfogadásával lehet, így a predesztináció közvetve mégis a jó tetteket, az igaz keresztyéni életet ösztönzi. Az eleve elrendelés nézetének története összekapcsolódik néhány keresztény teokráciai kísérlettel.
2. A hívő: a hívő Krisztus tulajdona, Krisztus testének tagja.
3. Üdvösség: üdvözülés kizárólag a Jézus Krisztusba vetett hit által van. Az üdvösséghez feltétlenül szükséges: beismerni a bűnösséget (Isten törvényét nem lehet tökéletesen megtartani, lásd: eredendő bűn), kérni Isten bűnbocsánatát, valamint hinni, hogy csak Ő tud megváltani. El kell fogadni Krisztus keresztáldozatát.
4. Eredendő bűn: Isten jónak teremtette az embert azért, hogy teremtőjét megismerje és szeresse. Ádám és Éva paradicsomi engedetlensége miatt a mi természetünk úgy megromlott, hogy mi mindnyájan a fogantatás pillanatától bűnben vagyunk, majd bűnben születünk meg. Az eredendő bűn minden jóra képtelenné teszi az embert. A Szentlélekbe vetett hit megfordíthatja ezt.
5. Törvénymegtartás: az ember képtelen megtartani Isten törvényét, igazságosan élni Isten előtt, minden nap bűnöket követ el. Isten alkalmassá teremtette az embert arra, hogy törvénye szerint éljen, de ez csak az Ő szent törvényei betartásával, az Ige tudatos hitében lehetséges. Az ördög sugallata és tudatos engedetlensége az, ami veszélyt jelent a hívőre.
6. Isten irgalmas és igazságos egyben. Nem hagyja büntetlenül az engedetlenséget.
7. A hívőknek hinniük kell a jóhír ígéreteiben. Ezen kívül: Istenben, Jézus Krisztusban, az ő keresztre feszítésében, halálában, feltámadásában, és abban hogy halála után megjárta a poklot is; a Szentlélekben, az egyetemes keresztyén Anyaszentegyházat, valamint a szentek egyességében, a bűnök bocsánatában, a test feltámadásában, az örök életben (Apostoli hitvallás). Valójában ez minden egyház hitvallása.
8. Krisztus: Ő a megváltó, minden Őbenne és Őáltala létezik. Ő az Atya Fia, aki a Szentlélek erejével terjeszti ki hatalmát. Tanításaiból tudjuk, milyen lehet a Mennyek Országa.
9. Krisztustagadók: akik a boldogságukat a szenteknél, vagy önmagukban keresik, azok nem hisznek Krisztusban, valójában megtagadják Krisztust.
10. Sákramentumok (szentségek): két sákramentum (szakramentum, magyarul szentség) létezik, ezek a keresztség és az úrvacsora.
11. Keresztség: Vízkeresztség, Szentlélekkeresztség: Krisztus vére és lelke által mossa le az ember minden tisztátalanságát. Krisztus vérével való megmosatás a bűnök bocsánatát, a Szentlélek által való megújítást és Krisztus tagjaivá szentelést jelenti. (az újjászületés fürdője és a bűnök hitben való lemosása a Keresztség). A csecsemőket is meg lehet keresztelni. A vízzel való keresztség a Szentlélekkel való keresztségnek a látható jele.
12. Úrvacsora – Krisztus parancsolata, hogy az úrvacsora emlékezet legyen az Ő keresztáldozatára. A bor Krisztus vérét, a kenyér pedig testét jelképezi.
13. Kizárás: akik felfogásukkal és életükkel hitetlennek és istentelennek bizonyulnak, a mennyországból és az üdvösségből mindaddig ki lesznek zárva, amíg be nem bizonyítják életük megjobbítását.
14. A jócselekedetek nem szükségesek és nem is elégségesek a megváltáshoz, de az egészséges hívő élethez nélkülözhetetlenek.
15. A megtérés: bűnbánat, Krisztus általi öröm, valamint vágy az Isten akarata szerint való jó cselekedetekkel teljes élet után.
16. A tízparancsolat valamint a Miatyánk és annak magyarázata szintén a heidelbergi káté részét képezi.
17. Elvetendő dolgok: minden olyan dolog elvetendő (szentképek, templomi díszek), amelyek használata biblikusan nem támasztható alá, illetve, ami nem Isten dicsőségét szolgálja.

## Hitvallások
- I. helvét hitvallás
- II. helvét hitvallás
- Heidelbergi káté
- Skót hitvallás
- Gall hitvallás
- La Rochelle-i hitvallás
- Westminsteri hitvallás (1647)
- Belga hitvallás
- Dorti kánonok
- I. londoni baptista hitvallás
- II. londoni baptista hitvallás

## Református egyházak
- Magyarországi Református Egyház[32]
- Romániai Református Egyház

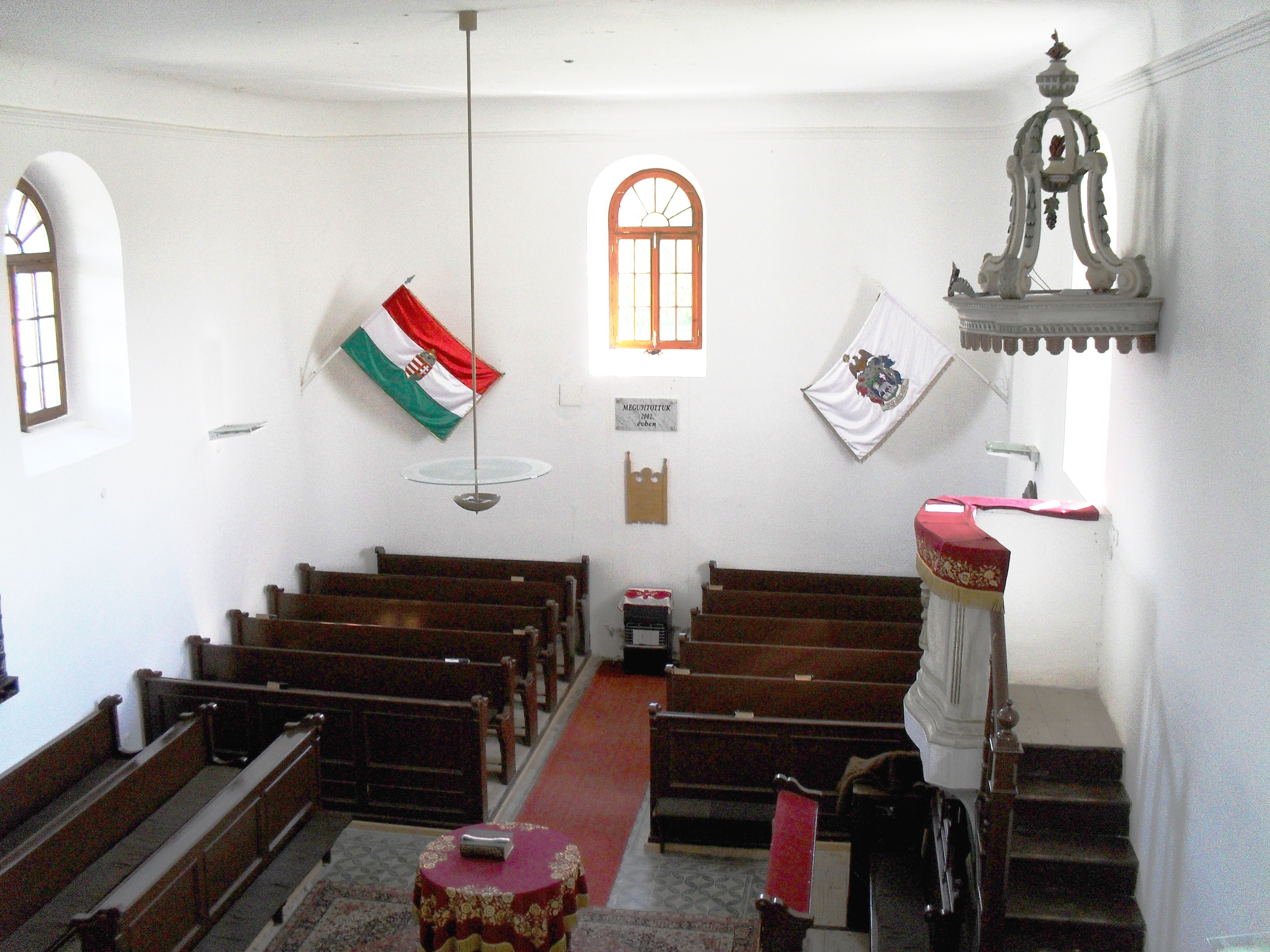
A dunabogdányi református templom (1802)

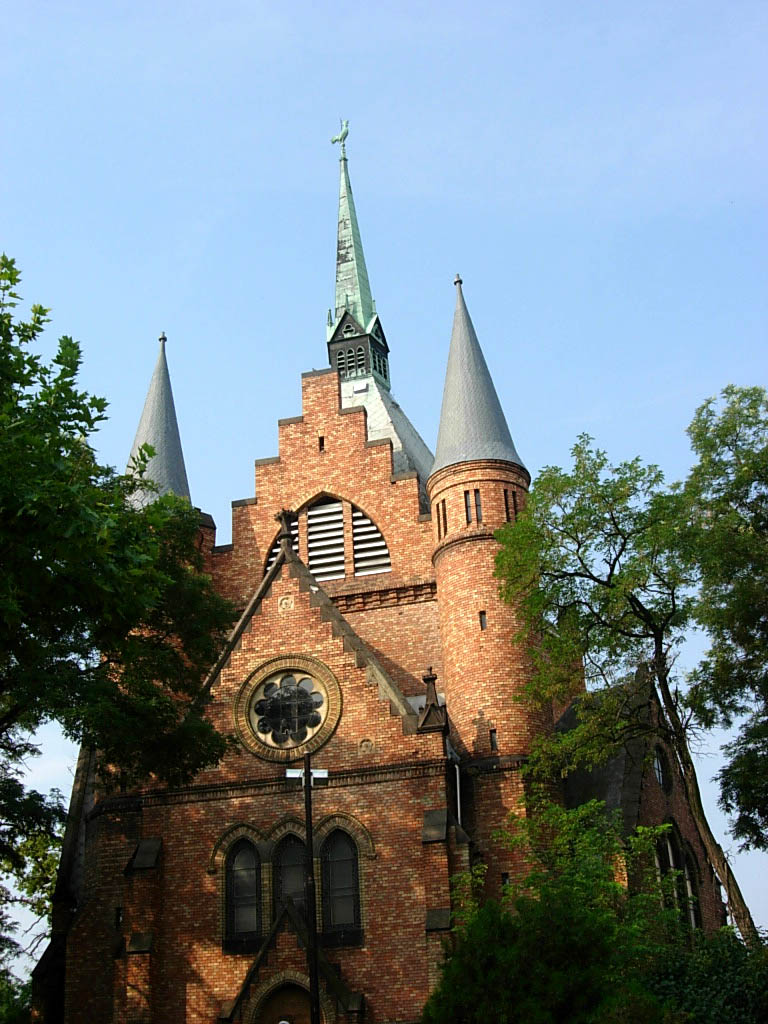
Református templom (Szolnok)

- Református Egyházak Világszövetsége

## Teológusok
A 20. század kiemelkedő teológusai: Abraham Kuyper, B. B. Warfield, J. Gresham Machen, Martyn Lloyd-Jones és Cornelius Van Til.
Jelenkori neves református teológusok közé tartozik J. I. Packer, R. C. Sproul, Timothy J. Keller, John Piper, David Wells és Michael Horton.